# Ca l'Horta del Molí
Ca l'Horta del Molí és una obra del municipi de Brunyola i Sant Martí Sapresa (Selva) inclosa en l'Inventari del Patrimoni Arquitectònic de Catalunya.

## Descripció
Es tracta d'un edifici aïllat de tres plantes, estructura basilical i cobertes de doble vessant, de dos nivells, a laterals. La casa està formada per un conjunt d'edificacions al voltant de la casa original. Les façanes són arrebossades i les obertures, rectangulars, a excepció de les arcades de la nau lateral adossada i les arcades rebaixades de la galeria del segon pis, a la façana principal.
El portal principal és emmarcat de pedra calcària i conté una llinda horitzontal i monolítica.
A les parets de la façana existeixen restes de dos rellotges de sol pintats.
Els ràfecs són de dues fileres, una de rajola i una de teula.
Prop de la casa encara es conserva una bassa del segle xix, que recollia aigua de la resclosa de la riera del Congost